# Paradoxides

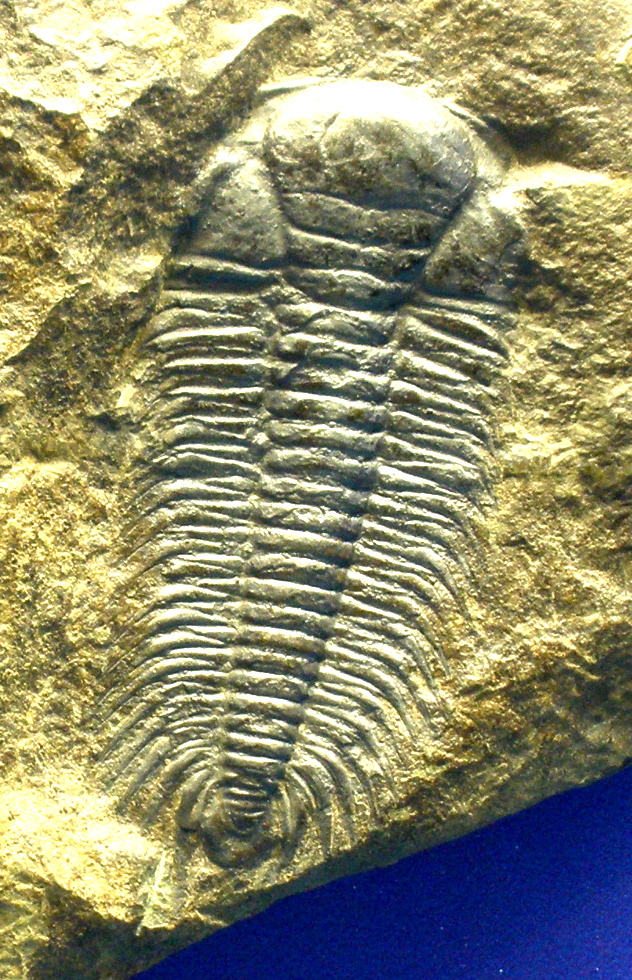
Paradoxides gracilis

A Paradoxides a háromkaréjú ősrákok (Trilobita) osztályának a Redlichiida rendjéhez, ezen belül a Paradoxididae családjához tartozó nem.

## Tudnivalók
Nevét arról a tulajdonságáról kapta, ami a felfedezés korában paradoxonnak számított: a Brit-szigeteken és Észak-Amerika keleti partvidékén is megtalálták. Ugyanakkor édesvízi fajnak gondolták és a lemeztektonika kora előtt elképzelni sem tudták, hogyan került az Atlanti-óceán két szélére.
A Paradoxides-fajok a középső kambrium korszak nagyobb testű trilobitái voltak. Körülbelül 540 millió évvel éltek ezelőtt. Az egész Földön megtalálhatóak a maradványaik.
A nem fajai 14 centiméter hosszúak voltak. Fejük félkör alakú volt, pofájukon hosszú, keskeny és görbített tüske ült. Szemük eléggé nagy volt. Hosszú szivókájuk 20 szelvényből állt; a szivóka oldalán hosszúkás, görbe tüskék voltak. A potroh végi védőlemez kicsi volt, ezen 1 - 2 pár hosszú tüske helyezkedett el.
A Paradoxides-fajok a középső kambrium jellegzetes állatvilágát alkották. Maradványaikat az Avalonian-kőzetegben találják meg; ez a réteg a paleozoikumban keletkezett. Az Avalonian-kőzet Észak-Amerika keleti partján és Európában található meg.

## Rendszerezés
A nembe az alábbi fajok tartoznak:
- Paradoxides aelandicus
- Paradoxides bidentatus
- Paradoxides bohemicus
- Paradoxides davidis
- Paradoxides forchhammeri
- Paradoxides harlani
- Paradoxides haywardi
- Paradoxides gracilis
- Paradoxides paradoxissimus (típusfaj) - szinonimák: Entomostracites paradoxissimus, Paradoxides tessini
- Paradoxides spinosus

### Fordítás
Ez a szócikk részben vagy egészben  a   Paradoxides című angol Wikipédia-szócikk fordításán alapul.  Az eredeti cikk szerkesztőit annak laptörténete sorolja fel. Ez a jelzés csupán a megfogalmazás eredetét és a szerzői jogokat jelzi, nem szolgál a cikkben szereplő információk forrásmegjelöléseként.